# Lára Pedersen
Lára Pedersen (Mosfellsbær, 23 mei 1994) is een voetbalspeelster uit IJsland. Ze speelt als middenvelder voor Club YLA in de Super League. 

## Clubcarrière
Lára Pedersen kwam sinds 2009 uit voor UMF Afturelding in de Úrvalsdeild. Na vier jaar hier te hebben gevoetbald, ging ze studeren aan de St. John's University. Vervolgens kwam ze van 2014 tot 2018 uit voor Stjarnan FC. In 2018 weigerde ze een contractverlenging en ging ze voor Þór Akureyri spelen. Het seizoen 2020 kwam Pedersen uit voor KR Reykjavik. In 2021 ging Pedersen voor het Italiaanse SSC Napoli spelen. Datzelfde jaar keerde ze bij Valur Reykjavik terug in haar geboorteland.
Fortuna Sittard maakte op 25 januari 2024 bekend Pedersen contractueel aan zich te hebben verbonden. In Limburg tekende Pedersen een contract tot aan het einde van het seizoen 2023/24.
Op 27 januari 2024 maakte Pedersen haar debuut voor Fortuna Sittard in de Vrouwen Eredivisie in een uitwedstrijd tegen Ajax door in de 83ste minuut in te vallen voor haar landgenote Hildur Antonsdóttir. Het duel eindigde in een 1-1 gelijkspel door een doelpunt van nog een IJslandse ploeggenoot, María Ólafsdóttir Grós. Na het seizoen 2023/24 liet Pedersen Sittard achter zich voor een overstap naar het Belgische Club YLA.

## Statistieken
| Seizoen   | Club            | Competitie  | Competitie | Competitie | Beker | Beker | Overig | Overig | Totaal | Totaal |
| Seizoen   | Club            | Competitie  | Wed.       | Dlp.       | Wed.  | Dlp.  | Wed.   | Dlp.   | Wed.   | Dlp.   |
| --------- | --------------- | ----------- | ---------- | ---------- | ----- | ----- | ------ | ------ | ------ | ------ |
| 2009-2013 | UMF Afturelding | Úrvalsdeild | 62         | 0          | 5     | 0     | 0      | 0      | 67     | 8      |
| 2014-2018 | Stjarnan FC     | Úrvalsdeild | 74         | 5          | 21    | 0     | 11     | 3      | 106    | 8      |
| 2019      | Þór Akureyri    | Úrvalsdeild | 18         | 1          | 3     | 1     | 0      | 0      | 21     | 2      |
| 2020      | KR Reykjavik    | Úrvalsdeild | 14         | 1          | 2     | 0     | 0      | 0      | 16     | 1      |
| 2020-2021 | SSC Napoli      | Serie A     | 6          | 0          | 0     | 0     | 0      | 0      | 6      | 0      |
| 2021-2023 | Valur Reykjavik | Úrvalsdeild | 49         | 3          | 7     | 10    | 0      | 0      | 66     | 3      |
| 2023/24   | Fortuna Sittard | Eredivisie  | 8          | 0          | 4     | 0     | 1      | 0      | 8      | 0      |
| Totaal    | Totaal          | Totaal      | 230        | 18         | 43    | 4     | 22     | 4      | 296    | 25     |

Bijgewerkt t/m 31 oktober 2024.

## Interlandcarrière
Lára Pedersen doorliep alle jeugdselecties voordat ze international werd van IJsland. Op 4 maart 2015 maakte ze haar debuut voor de senioren van IJslands in een 2-0 nederlaag tegen Zwitserland op de Algarve Cup.
In 2017 werd Pedersen opgenomen op de stand-by lijst van de selectie van IJslands voor het EK 2017 in Nederland.
Op 26 september 2023 maakte Pédersen na een lange afwezigheid haar rentree bij IJsland in een Nations League wedstrijd tegen Duitsland door in te vallen voor Hildur Antonsdóttir.